# Joël Dabin
 (février 2020).
La mise en forme du texte ne suit pas les recommandations de Wikipédia : il faut le « wikifier ».
Les points d'amélioration suivants sont les cas les plus fréquents. Le détail des points à revoir est peut-être précisé sur la page de discussion.
- Les titres sont pré-formatés par le logiciel. Ils ne sont ni en capitales, ni en gras.
- Le texte ne doit pas être écrit en capitales (les noms de famille non plus), ni en gras, ni en italique, ni en « petit »…
- Le gras n'est utilisé que pour surligner le titre de l'article dans l'introduction, une seule fois.
- L'italique est rarement utilisé : mots en langue étrangère, titres d'œuvres, noms de bateaux, etc.
- Les citations ne sont pas en italique mais en corps de texte normal. Elles sont entourées par des guillemets français : « et ».
- Les listes à puces sont à éviter, des paragraphes rédigés étant largement préférés. Les tableaux sont à réserver à la présentation de données structurées (résultats, etc.).
- Les appels de note de bas de page (petits chiffres en exposant, introduits par l'outil «  Source ») sont à placer entre la fin de phrase et le point final[comme ça].
- Les liens internes (vers d'autres articles de Wikipédia) sont à choisir avec parcimonie. Créez des liens vers des articles approfondissant le sujet. Les termes génériques sans rapport avec le sujet sont à éviter, ainsi que les répétitions de liens vers un même terme.
- Les liens externes sont à placer uniquement dans une section « Liens externes », à la fin de l'article. Ces liens sont à choisir avec parcimonie suivant les règles définies. Si un lien sert de source à l'article, son insertion dans le texte est à faire par les notes de bas de page.
- La présentation des références doit suivre les conventions bibliographiques. Il est recommandé d'utiliser les modèles {{Ouvrage}}, {{Chapitre}}, {{Article}}, {{Lien web}} et/ou {{Bibliographie}}. Le mode d'édition visuel peut mettre en forme automatiquement les références.
- Insérer une infobox (cadre d'informations à droite) n'est pas obligatoire pour parachever la mise en page.

Pour une aide détaillée, merci de consulter Aide:Wikification.
Si vous pensez que ces points ont été résolus, vous pouvez retirer ce bandeau et améliorer la mise en forme d'un autre article.
 (juin 2010).
Si vous disposez d'ouvrages ou d'articles de référence ou si vous connaissez des sites web de qualité traitant du thème abordé ici, merci de compléter l'article en donnant les références utiles à sa vérifiabilité et en les liant à la section « Notes et références ».
Joël Dabin est un peintre français né au Pallet en Loire-Atlantique en 1933 et mort le 7 novembre 2003 à Nantes.

## Peinture
À ses débuts, la peinture de Joël Dabin est plutôt rigide et austère.
Dans les années 1950, Dabin porte un intérêt à l’expressionnisme abstrait et à l’action painting de l’École de New York. Il devient au fil des ans, le peintre du mouvement.
Ses compositions servent toujours cette idée de mouvement : diagonales conventionnelles ou lignes verticales légèrement obliques, lignes courbes rayonnant autour d’un axe central. Côté couleurs, il a travaillé toutes les harmonies de couleurs, avec une préférence pour les tonalités bleutés et chaudes. Sa technique est fidèle à la peinture à l'huile. L’acrylique n’est utilisé qu’accessoirement pour les fonds.

« Il utilise souvent des tons purs, pris à même le tube, aime juxtaposer des teintes franches pour générer des mélanges optiques. Sa préférence va aux tonalités chaudes et aux bleus tandis que les gris sont utilisés pour lier les tons entre eux. Les noirs surgissent avec force dans certaines toiles voisinant avec les rouges par touches contrastées. Les blancs utilisés de manière exceptionnelle servent surtout de support aux glacis. Des glacis dans lesquels il joue avec leur transparence, leur légèreté, leur fluidité… »

— L'art et la manière : Vous avez dit Lyrique ?, extrait de Pratique des Arts, Anne Suignard, 2001[source insuffisante]

## Biographie
- Dès la fin des années 1950, Joël Dabin expose dans différentes galeries en France puis tout au long de sa carrière sur les 5 continents
- 1964-1968 Création du groupe LOVE (Loire-Vendée) avec Albert Deman, Paul Dauce et Alain Douillard : expositions à la Roche-sur-Yon (Galerie René Robin), à Bordeaux, la Rochelle, Paris, etc. (http://www.pauldauce-site-officiel.com/#!portrait - http://alain-douillard.pagesperso-orange.fr/)
- Membre du Groupe ”Demain” avec Arlette Le More, Carré, Monique Journod, Paul Ambille, Alex Berdal

### Principales expositions en France et à l'étranger de 1962 à 2014

#### En France
- Maigh Davaud et Vanuxem à Paris
- Triade à Barbizon
- Musée Utrillo-Valadon à Sannois
- Fondation Taylor à Paris
- Art Comparaison à Paris et la Baule
- Much et Moyon-Avenard à Nantes
- Galerie du Château à Noirmoutier
- Saint-Hubert à Lyon
- Europa à Strasbourg
- Arpe à Cannes
- Corinne Lemonnier au Havre
- Martine et Paul Laner à Beaune
- Galerie Des Amis des Lettres à Bordeaux
- Musée Gauguin et Faré Manihi, Papeete, à Tahiti...

#### À l'étranger
- Waddington Gallery et Moss Gallery, Montréal au Canada
- The University Museum, Carbondale, Illinois aux États-Unis
- Nolan Rankin Galleries, Houston, Texas aux États-Unis
- Phillips Galleries, Palm Beach aux États-Unis
- Musées de Ciudad Juarez et de Chihuahua au Mexique
- Galerie Sievi, Berlin en Allemagne
- Estruriarte Venturina, Toscane en Italie
- Galerie Lenten, Epse aux Pays-Bas
- Singer Museum, Laren aux Pays-Bas
- Galerie du Pauw, Wassenaar aux Pays-Bas
- Galerie Latour, Martigny en Suisse
- Galerie Cohard, Genève en Suisse
- Fondation la Vidonnée Riddes, Valais en Suisse
- Galerie Annie, Crans Montana en Suisse

### Prix et Salons
- 1960 Prix de la ville de Nantes, Fondation Laffont
- 1961-63 Prix de l'Amateur d'Art, Pont-Aven
- 1962 Prix des jeunes à Angers
- 1975 Sociétaire du Salon d’Automne à Paris
- 1982 Médaille d’or du Salon des Artistes Français
- 1983 Prix Milcendeau, Fondation Culturelle des Pays de la Loire
- 1984 Prix de l’Orangerie de Versailles. Prix de la British Petroleum
- 1986 Salon de la Marine, Musée de la Marine, Paris. Prix Burby
- 1994 Salon d’automne. Prix Renée Béja
- 1998 Salon de la peinture à l’eau et du dessin. Prix Maxime Juan

## Collections et représentations

### Musées
- Musée Utrillo-Valadon, Sannois
- Musée vendéen, Fontenay-le-Comte
- Musée d'Arts, Nantes
- Musée de l’Abbaye Sainte-Croix, les Sables-d’Olonne

### Œuvres monumentales
- 1965			Peinture murale et vitraux, Église de Mouais
- 1966			Mosaïque, Maternelle Laënnec, la Roche-sur-Yon
- 1967			Céramique, École Clemenceau, Chantonnay
- 1969			Peinture murale, Lycée Guy Mocquet, Châteaubriand
- 1970			Mosaïque, Collège les Ormeaux, Rennes
- 1972			Céramique, CET Bâtiment, Nantes. Peinture murale et vitraux, Saint-Jean-Baptiste-de-la-Salle, Nantes
- 1974			Peinture murale, Cité scolaire, Couëron
- 1975			Céramique, Lycée Albert-Chassagne, Paimbœuf
- 1976			Céramique, Collège Robert-Schuman, Châteaubriand
- 1983			Céramique, Lycée de la Colinière, Nantes. Mosaïque, Maternelle, La Turballe
- 1984			Volumes et mosaïques, Lycée polyvalent, Pornic
- 1985			Fresque en céramique, École du Linot, Nantes
- 1986			Mosaïque, Collège Olivier Messiaen, Mortagne-sur-Sèvre. Peinture murale, Ministère des Finances, Nantes
- 1987			Vitraux, Maternelle Daviais, Nantes
- 1988			Peinture murale, Centre commercial Leclerc, Saint-Nazaire. Céramique, Nouvelle poste, Sainte-Luce-sur-Loire
- 1993			Peinture murale, Faculté de Chirurgie dentaire, Nantes
- 2000			Peinture murale, Université de Nantes

### Scénographies

#### 1965-1980 Créateur de costumes et de décors de théâtre
Théâtre des Pays de la Loire - Coopération de dix ans avec la compagnie dirigée par Jean Guichard
- Le Cid, Corneille
- La promenade du dimanche, Georges michel, également présentée au Théâtre Louis-Le-Grand, à Paris
- Le marchand de Venise, Shakespeare
- Mangeront-ils ?, Victor Hugo
- Peer Gynt, Ibsen
- La Fête, Jean Guichard
- Partage de midi, Paul Claudel

Opéra de Nantes 
- Le chant de la terre, Gustave Mahler
- Bacchus et Ariane, Gilbert Roussel
- Orphéo, Monteverdi
- La Chauve souris, Johann Strauss
- Carmina Burana, Karl Orff
- L’Oiseau de feu, Igor Stravinsky

Maison de la culture de Nantes 
- L’annonce faite à Marie, Paul Claudel

Théâtre d’Aquitaine 
- George Dandin, Molière
- Tartuffe, Molière
- Le malade imaginaire, Molière

Compagnie Pierre Péan 
- Louis II de Bavière, Pierre Péan. Création mondiale

Compagnie Nelly Daviaud 
- Pieds nus dans le parc, Neil Simon

Maison de la culture de Rennes 
- Jobic et les sept chemins de l’Ankou, Jazek Helias. Création mondiale

Théâtre Silvia Montfort 
- Tistou et les pouces verts, Maurice Druon et Henri Sauguet. Création mondiale, opéra pour enfants, diffusé sur Antenne 2
- Le petit ramoneur, Benjamin Britten. Opéra pour enfants, diffusé sur Antenne 2, Noël à l’Élysée
- Au bois dormant, Jean-Pierre Foucher. Création mondiale, diffusé sur FR3

Autres scénographies…
- 1969		Un soir de réveillon, Jean Boyer, Paul Armont et Marcel Gerbidon
- 1970		Poivre de Cayenne, René de Obaldia
- 1971		Meurtre dans la cathédrale, Thomas Becket
- 1971		Le chevalier du bois du duc, Francis Beaumont et John Fletcher
- 1974		Le barbier de Séville, Pierre-Augustin Caron de Beaumarchais
- 1977		Si Sacha m’était chanté, Jean-Luc Tardieu
- 1980		Décoration de la salle de théâtre « Gérard Philippe » de la Maison de la culture de Loire-Atlantique